# Pedal Exercitium, BWV 598

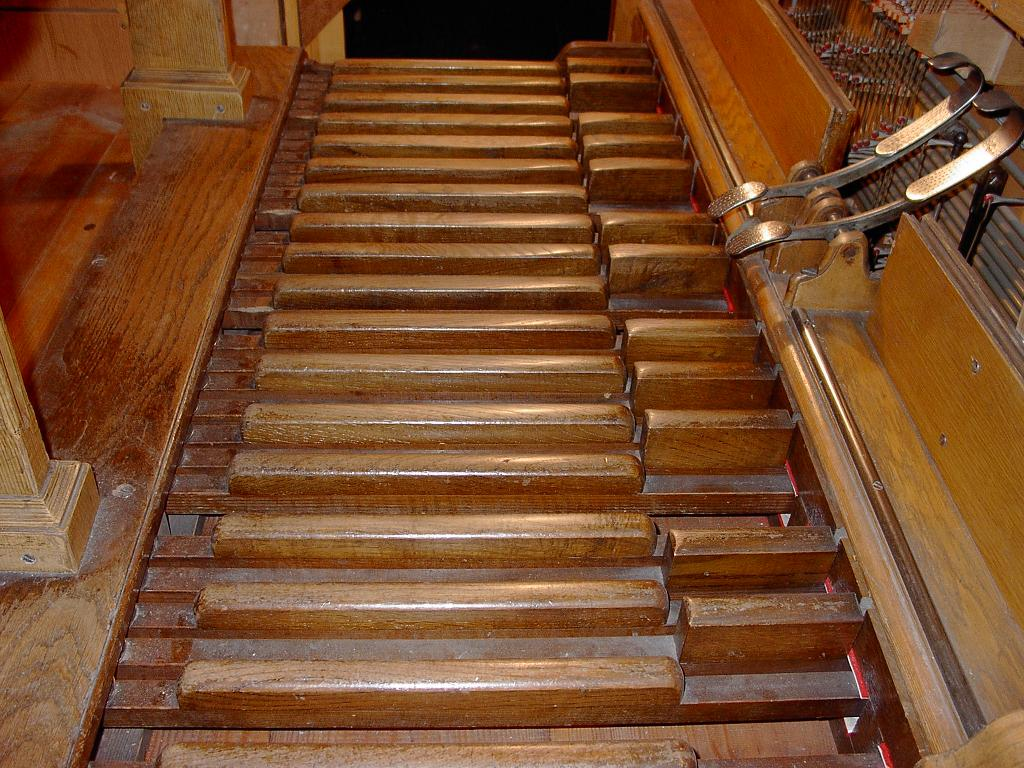
Pedaler

Pedal-Exercitium (en català: Exercici de pedal) és una peça per a orgue en sol menor, composta pel músic alemany del barroc Johann Sebastian Bach. Deuria ser creada cap a 1735. Aquestes "improvisacions" foren anotades per Carl Philipp Emanuel Bach, el seu fill.

## Descripció
El Pedal-Exercitium és una peça breu per a orgue en sol menor. És un exercici complex només per al pedaler (teclat de pedal), que consisteix en passatges ràpids i de difícil articulació. L'escriptura del manuscrit va ser obra de Carl Philipp Emanuel Bach, fill de Johann Sebastian.
Els orígens de la composició són incerts: el musicòleg Alberto Basso considera que es pot tractar d'una peça que Carl Philipp intentava anotar en aquell moment, mentre el seu pare estava improvisant exercicis de pedals. La transcripció, d'altra banda, no té una conclusió.